# 永井荷風文学賞
永井荷風文学賞（ながいかふうぶんがくしょう）は、千葉県市川市と三田文学会が主催する日本の文学賞。市制施行90周年記念事業として2025年に創設された。荷風の幅広い功績にならい、小説、随筆、評論、演劇、詩、翻訳という幅広い分野において最も相応しい文学作品を選出する。毎年6月1日から翌年5月31日までに刊行された作品を対象とし、受賞者には100万円が授与される。選考委員会の討議の模様は『三田文學』各年秋季号誌上に掲載される予定となっている。
また、三田文学新人賞を引き継ぐ形で永井荷風新人賞も創設された。小説と評論の未発表作品が対象で、賞金は新人賞が50万円、佳作が10万円が授与される。対象期間は文学賞と同じだが、第1回だけは昨年11月1日から来年5月31日としている。

## 受賞作一覧
年は発表年。

### 第1回
| 回（年）        | 賞   | 受賞・候補者 | 受賞・候補作                                           | 刊行・上演 | 出版社   |
| --------------- | ---- | ------------ | ------------------------------------------------------ | ---------- | -------- |
| 第1回（2025年） | 受賞 |              |                                                        |            |          |
| 第1回（2025年） | 候補 | 市街地ギャオ | 『メメントラブドール』                                 | 2024年10月 | 筑摩書房 |
| 第1回（2025年） | 候補 | 田中純       | 『磯崎新論』                                           | 2024年11月 | 講談社   |
| 第1回（2025年） | 候補 | 宇野常寛     | 『庭の話』                                             | 2024年12月 | 講談社   |
| 第1回（2025年） | 候補 | 乗代雄介     | 『二十四五』                                           | 2025年1月  | 講談社   |
| 第1回（2025年） | 候補 | 江本純子     | 『真夜中に寂しくなったときに観たい演劇』（上演用台本） | 2025年4月  |          |

## 選考委員

### 永井荷風文学賞
- 第1回 - 安藤礼二、岡田利規、金原ひとみ、松浦寿輝、蜂飼耳

### 永井荷風新人文学賞
- 第1回 - いしいしんじ、青来有一、田中和生、持田叙子